# Wilder (Idaho)
Wilder és una població dels Estats Units a l'estat d'Idaho. Segons el cens del 2000 tenia 1.462 habitants.

## Demografia
Segons el cens del 2000, Wilder tenia 1.462 habitants, 389 habitatges, i 315 famílies. La densitat de població era de 1.485,5 habitants/km².
Dels 389 habitatges en un 52,2% hi vivien nens de menys de 18 anys, en un 65,6% hi vivien parelles casades, en un 9,8% dones solteres, i en un 19% no eren unitats familiars. En el 17,2% dels habitatges hi vivien persones soles el 10,5% de les quals corresponia a persones de 65 anys o més que vivien soles. El nombre mitjà de persones vivint en cada habitatge era de 3,76 i el nombre mitjà de persones que vivien en cada família era de 4,3.
Per edats la població es repartia de la següent manera: un 39,2% tenia menys de 18 anys, un 13,3% entre 18 i 24, un 25,2% entre 25 i 44, un 15,1% de 45 a 60 i un 7,2% 65 anys o més.
L'edat mediana era de 24 anys. Per cada 100 dones de 18 o més anys hi havia 100,7 homes.
La renda mediana per habitatge era de 21.731 $ i la renda mediana per família de 25.625 $. Els homes tenien una renda mediana de 22.188 $ mentre que les dones 16.250 $. La renda per capita de la població era de 7.601 $. Aproximadament el 27,7% de les famílies i el 31,6% de la població estaven per davall del llindar de pobresa.

## Poblacions més properes
El següent diagrama mostra les poblacions més properes.